# آدم مارش
آدم مارش (بالإنجليزية: Adam Marsh)‏ (20 فبراير 1982 في المملكة المتحدة - ) هو لاعب كرة قدم بريطاني في مركز الوسط. لعب مع ويتبي تاون ‏ ووركشوب تاون ‏ وهامبتون أند ريتشموند بورو ودارلينجتون إف سى.

## وصلات خارجية
- آدم مارش على موقع قاعدة بيانات كرة القدم.إي يو (الإنجليزية)